# سونیا گاندی
سونیا گاندی ((به هندی: सोनिया गांधी)، تولد: با نام Edvige Antonia Albina Maino در لوسیانا در ایتالیا، ۹ دسامبر ۱۹۴۶) رهبر ایتالیایی‌تبار حزب کنگره ملی هند و بیوه نخست‌وزیر سابق هند راجیو گاندی است. او همچنین ریاست جبهه سیاسی‌ای با نام ائتلاف متحد پیشرفتخواه هندوستان و ائتلاف پارلمانی کنگره را در پارلمان هند بر عهده دارد.
نشریه فوربس، این سیاستمدار پرنفوذ در سیاست هند را به عنوان سومین زن قدرتمند جهان در سال ۲۰۰۴ نام نهاد. در سال ۲۰۰۷ رتبه او ششم بود. نام او همچنین در سالهای ۲۰۰۷ و ۲۰۰۸ در فهرست ۱۰۰ شخص تأثیرگذار دنیا قرار داشت.
در سال ۲۰۲۵ و به دنبال حمله اسراییل به ایران سونیا گاندی تاکید کرد که سکوت دولت هند در قبال حملات اسراییل علیه ایران، کنار گذاشتن «سنت‌های اخلاقی و راهبردی» است.
رهبر حزب کنگره ملی هند با انتشار سرمقاله ای در روزنامه «هیندو» نوشت: حملات سیزدهم ژوئن اسراییل علیه ایران «غیر قانونی» و «نقض حاکمیت» ایران است.